# Zygophylax carolina
Zygophylax carolina is een hydroïdpoliep uit de familie Lafoeidae. De poliep komt uit het geslacht Zygophylax. Zygophylax carolina werd in 1911 voor het eerst wetenschappelijk beschreven door Fraser. 